# Kyaikto
Kyaikto (mon: ကျာ်ထဝ်; birmano: ကျိုက်ထိုမြို့) es una localidad del Estado Mon de Birmania, capital del municipio homónimo en el distrito de Thaton.
En 2014 tenía una población de 35 224 habitantes, en torno a la cuarta parte de la población municipal.
La localidad es conocida por albergar la pagoda Kyaiktiyo, comúnmente conocida como la "Roca de Oro", uno de los centros de peregrinaje budista más conocidos del país. Los británicos le dieron el estatus de capital municipal en 1889.
Se ubica a medio camino entre Thaton y Pegu sobre la carretera 8, cerca de la desembocadura del río Sittang en el golfo de Martaban.